# Him (Lied)
Him ist ein Lied von Rupert Holmes aus dem Jahr 1979, das von ihm geschrieben sowie von ihm und Jim Boyer produziert wurde. Es erschien auf dem Album Partners in Crime.

## Geschichte
Him erzählt aus der Perspektive eines Mannes, der im Schlafzimmer eine Schachtel Zigaretten entdeckt, obwohl er nicht raucht. Darauf hegt er den Verdacht, dass seine Frau ihn betrügt. Er weiß nicht, mit wem sie fremdgeht und beschließt sie damit zu konfrontieren. Er fordert sie auf, sich zwischen ihn oder den Anderen zu entscheiden.
Die Singleveröffentlichung des Pop-Rock- und Softrock-Songs fand am 7. Januar 1980 statt. Im selben Jahr nahm Holmes eine französische Version unter dem Titel Lui auf, die als Single nur in Kanada erschien und nie auf einem Album veröffentlicht wurde.

## Coverversionen
- 1980: José José (El)
- 1980: Hoffmann & Hoffmann (Ihn)
- 1996: Roland Kaiser (Ihn)